# Van de Walle

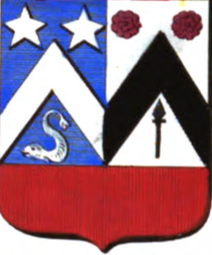
Wapen van de familie van de Walle

Van de Walle en Van de Walle de Ghelcke is een Vlaamse notabele familie waarvan twee lijnen sinds 1808, en daarna in 1822 en 1871 de adelstand hebben verkregen. Zij worden tot de Belgische adel gerekend, gezien het feit dat de geslachten waarvan alle leden na de onafhankelijkheid van België in 1839 opteerden voor de Belgische nationaliteit maar daarvoor in de Nederlandse adel waren opgenomen tot de Belgische adel worden gerekend.

## Geschiedenis en genealogie
De oorsprong van de notabele familie Van de Walle is te vinden in de Oost-Vlaamse gemeente Knesselare, waar vanaf de zestiende eeuw leden als grondbezitters en herenboeren op de voorgrond traden. Hierbij volgt de mannelijke lijn van de notabele familie, voor de verheffing tot de adelstand:
- Wulfaert Van de Walle was de eerste bekende naam.
  - Antoine Van de Walle (overleden tussen 1547-1555) kwam voor in de registers met renten in Ursel, Wessegem en Knesselare.
    - Joos Van de Walle (overleden tussen 1574-1586) breidde de onroerende bezittingen van de familie uit. Hij kon waarschijnlijk gronden verwerven van eigenaars die het door de godsdienstoorlogen geteisterde Knesselare ontvluchtten.
      - Willem Van de Walle (overleden tussen februari 1628 en maart 1633), kwam zich in 1585 in Brugge vestigen, onmiddellijk nadat de stad na de calvinistische republiek (1578-1584) opnieuw onder het Spaanse gezag was gekomen. Hij trouwde met Margriete Slock (overleden voor 1624), de weduwe van Jan van Landschoot. In 1592 verwierf Willem het poorterschap van de stad Brugge en kocht er eigendommen, onder meer het huis De Wildeman in de wijk Ten Hoye.
        - Jan Van de Walle (overleden 1660) werd ontvanger van verschillende belastingen, × Claire de Smit, xx N. Vermeere, xxx Elisabeth Godeliers (overleden 1654). Hij was eigenaar van twee molens op de Brugse vestingen.
          - Jan Van de Walle (°1621), × Jeanne Blommaert. Het echtpaar had vijftien kinderen die waarschijnlijk allen op jonge leeftijd stierven.
          - Josse Van de Walle (1627-1678), × Marie Verfaillie (overleden 1693), breidde de eigendommen van de familie uit, onder meer op Ten Hoye.
            - Josse Van de Walle (1666-1728), redenaar van het Proosse en algemeen ontvanger van het Proosse, regent van de Bogardenschool, × Anne-Marie Terwe (1675-1703).
              - Josse-Leonard Van de Walle (1696-1770), licentiaat in de geneeskunde, redenaar van het Proosse, pensionaris van de stad en de kasselrij Veurne, × Christine De Smuyck (1707-1770). Het echtpaar kreeg vijf dochters.
              - Ludger Van de Walle (1698-1736), licentiaat in de rechten, advocaat en pensionaris van Brugge, × Jeanne-Bernardine de Vynck (1703-1747).
                - Jan-Jozef Van de Walle (1728-1813), advocaat, pensionaris en griffier van het Brugse Vrije, × Anne-Marie Kesteloot (1735-1813). Het echtpaar kreeg zestien kinderen, van wie een dochter en twee zoons trouwden.
                  - Jean-Henri Van de Walle (1757-1847), advocaat, schepen van het Brugse Vrije, × Isabelle de Gheldere (1753-1822).
                  - Jean-Théodore Van de Walle (zie hierna).
                  - Jacques-Leonard Van de Walle (zie hierna; in de adelstand verheven in 1808; stamvader van het adellijke geslacht).
                    - Auguste van de Walle (1798 - 1866) (zie hierna: in de adelstand verheven in 1822)
                    - Richard van de Walle (1801 - 1875) (zie hierna: in de adelstand verheven in 1871)

                - Jacob-Hyacinthus Van de Walle (1734-1820), priester, licentiaat in beide rechten, kanunnik van Sint-Salvators en van Sint-Donaas, kroniekschrijver en dichter.
                - Philippe-Joseph Van de Walle (1736-1802), schepen van Brugge, verzamelaar van boeken, gravures en munten, × Marie-Jeanne Kesteloot (1739-1813). Het echtpaar kreeg 11 kinderen.
                  - Philippe Van de Walle (1767-1806), wijnhandelaar, voorzitter van de Brugse Handelsrechtbank, × Isabelle Roels (1770-1849). Het echtpaar bleef kinderloos.
                  - Théodore-Dominique Van de Walle (zie hierna).

## Jacques-Leonard van de Walle
Jacques van de Walle (Brugge, 25 april 1766 - Brussel, 1 januari 1813) werd doctor in de rechten aan de Universiteit Leuven en vestigde zich als advocaat in Brugge. Hij werd pensionaris en schepen van de stad Brugge (1786-1794), griffier bij de rechtbank van het departement van de Leie (1797-1800), procureur bij de rechtbank in Brugge (1804) en vervolgens bij het hoog gerechtshof in Brussel. Hij werd in 1808 in de empireadel opgenomen met de titel ridder. Hij trouwde in 1797 in Brugge met Eleonora Roegiers (1771-1835). Twee zoons, Auguste en Richard (zie hierna), werden in de erfelijke adel opgenomen, de eerste in 1822, de tweede in 1871.

## Auguste van de Walle
- Auguste Jacques Antoine Ghislain van de Walle (Brugge, 11 april 1798 - Gent, 2 december 1866), zoon van Jacques van de Walle en Eleonore Roegiers, promoveerde tot doctor in de rechten. Hij werd advocaat, rechter in de rechtbank van eerste aanleg in Brugge en raadsheer bij het hof van beroep in Gent. Hij trouwde in 1828 met Adèle Ruzette (1799-1872), dochter van de burgemeester van Laken, Maximilien Ruzette. Auguste verkreeg in 1822, onder het Verenigd Koninkrijk der Nederlanden, verheffing in de erfelijke adel met de titel ridder, overdraagbaar bij eerstgeboorte.
  - Anatole van de Walle (1831-1907) trouwde met zijn nicht Emilie van de Walle (1834-1906), dochter van zijn oom Richard van de Walle. Hij was lid van de Edele Confrérie van het Heilig Bloed.
    - Maurice van de Walle (1864-1946) trouwde in 1888 met Valentine Visart de Bocarmé (1867-1949), dochter van de Brugse burgemeester en volksvertegenwoordiger Amedée Visart de Bocarmé. Het echtpaar kreeg twaalf kinderen. Maurice promoveerde tot doctor in de rechten, werd voorzitter van de rechtbank van eerste aanleg in Brugge en was lid van de Hoge Bosraad en van de Edele Confrérie van het Heilig Bloed.
      - Jacques-Eugène van de Walle (1896-1970) trouwde in 1925 met Marthe de Maleingreau d'Hembise (1897-1986), dochter van baron Ferdinand de Maleingreau d'Hembise, burgemeester van Sint-Kruis. Ze hadden tien kinderen, met afstammelingen tot heden.
      - Baudouin van de Walle (1901-1988) werd hoogleraar geschiedenis aan de Universiteit van Luik en werd een specialist in egyptologie. Hij was lid van de Egyptestichting koningin Elisabeth en corresponderend lid van het Egyptisch Instituut en van het Deutsches Archäologische Institut. Hij bleef vrijgezel.
      - Arnould van de Walle (1898-1944) trouwde met Yolande de Blommaert de Soye (1901-1995). Ze kregen zes kinderen, met afstammelingen tot heden. Arnould was majoor bij de cavalerie. Na zwaar verwond te zijn tijdens de Achttiendaagse Veldtocht en na krijsgevangenschap, trad hij einde 1941 toe tot een verzetsgroep in Lichtervelde. Deze groep werd verraden en met een vijftigtal andere leden werd Arnould in augustus 1942 gearresteerd. Hij werd opgesloten in Bochum, Esterwegen en ten slotte in de gevangenis van Brunswick, waar hij op 16 juni 1944 gefusilleerd werd.
        - Etienne van de Walle (1932-2006) trouwde met Francine Robyns de Schneidauer (1930-2006) en ze kregen vier kinderen, met afstammelingen tot heden. Hij promoveerde tot doctor in de rechten, licentiaat economische wetenschappen, doctor in demografische wetenschappen. Hij werd hoogleraar demografie aan de Universiteit van Pennsylvania.

## Richard van de Walle

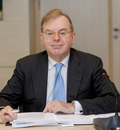
Bernard van de Walle de Ghelcke

- Richard Jean Ghislain van de Walle (Brugge, 17 juli 1801 - 21 oktober 1875), broer van de hierboven gemelde, promoveerde tot doctor in de rechten en werd advocaat en bestuurder van het discontokantoor in Brugge. Hij werd proost van de Edele Confrérie van het Heilig Bloed. In 1871 verkreeg hij verheffing in de Belgische erfelijke adel. Hij trouwde met Marie-Cécile de Ghelcke (1808-1860). Ze kregen acht kinderen.
  - Alfred van de Walle (1831-1901) trouwde in Doornik in 1859 met Florence Pirson (1831-1861).
  - Oscar van de Walle (1839-1898), × barones Pauline de Rasse (1843-1905). Het echtpaar kreeg acht kinderen, maar doofde uit in de volgende generatie. Hij werd arrondissementscommissaris voor Oudenaarde en werd ook provincieraadslid voor Oost-Vlaanderen. De kinderen kregen in 1910 vergunning om aan hun familienaam de Ghelcke toe te voegen.
  - Amédée van de Walle de Ghelcke (1849-1921), × in Brugge in 1873 met Marie-Antoinette van der Plancke (1848-1924). Hij kreeg vergunning in 1910 om aan de familienaam de Ghelcke toe te voegen. Het echtpaar kreeg vier kinderen maar de familietak doofde uit in de volgende generatie.
    - Paul van de Walle de Ghelcke (1874-1914), priester, rector van Sint Andreas der Vlamingen in Madrid.
    - Augusta van de Walle de Ghelcke (1877-1952), trouwde in Brugge in 1901 met baron Pierre Verhaegen (1873-1953), zoon van volksvertegenwoordiger Arthur Verhaegen.

  - Camille van de Walle de Ghelcke (1851-1911) kreeg in 1910 vergunning om de Ghelcke aan de familienaam toe te voegen. Hij werd directeur van de Berg van Barmhartigheid in Brugge. Hij trouwde met Julienne Kervyn (1851-1920) en ze kregen acht kinderen.
    - Richard van de Walle de Ghelcke (1877-1954), secretaris van de gouverneur van West-Vlaanderen, × in 1908 in Elsene met Adrienne Lienart (1882-1979). Ze kregen vier kinderen maar in de volgende generatie doofde deze familietak uit.
    - Camille van de Walle de Ghelcke (1880-1962), schepen van Assebroek, trouwde met Joséphine Ronse (1879-1953), dochter van volksvertegenwoordiger Alfred Ronse. Ze kregen zes kinderen.
      - Christian van de Walle de Ghelcke (1917-2005), molinoloog, proost van de Edele Confrérie van het Heilig Bloed, trouwde met Marthe Le Fevere de Ten Hove (1914-1987). Ze hadden een enige zoon.
        - Bernard van de Walle de Ghelcke (°1947), doctor in de rechten, licentiaat in het Europees recht, licentiaat economie, trouwde in 1977 met gravin Nathalie de T'Serclaes de Wommersom. Hij werd advocaat in Brussel, docent aan het Europacollege in Brugge. Hij was voorzitter van de Global Competition Law Center en bestuurder van de nv Bekaert. Met afstamming tot heden.

    - Alfred van de Walle de Ghelcke (1881-1923) trouwde in Brussel in 1914 met Jeanne van Overbeke (1885-1970). Ze kregen vijf kinderen en hebben afstammelingen tot heden.

## Jean-Théodore Van de Walle
- Jean Théodore Albert Van de Walle (Brugge, 8 juli 1789 - 14 februari 1871) trouwde in 1823 in Brugge met Marie-Catherine Vermeulen (1796-1880) en ze kregen vijf kinderen. Gewoonlijk werd hij Van de Walle-Vermeulen genoemd, om hem te onderscheiden van zijn naamgenoten. Hij werd doctor in de rechten aan de Rijksuniversiteit Gent en werd advocaat. Hij werd gemeenteraadslid van Brugge (1830-1857). Na de dood van zijn neef Théodore-Dominique Van de Walle werd hij verkozen in 1848 tot liberaal provincieraadslid en werd gedeputeerde (1856-1864) en voorzitter van de provincieraad (1862-1864). Hij liet een aanzienlijke erfenis na.
  - Louis Van de Walle (1825-1888) trouwde met Marie-Louise Donny (1836-1919), en werd gewoonlijk Van de Walle-Donny genoemd. Het echtpaar had een dochter en een zoon. Hij was lid van de Brugse Commissie van Burgerlijke Godshuizen.
    - Marie-Jeanne van de Walle (1867-1936) trouwde met Octave Landas (1857-1929), bestendig afgevaardigde van de provincie West-Vlaanderen.
    - Leon van de Walle (1868-1928) trouwde met Josepha Janssens (1867-1921) en met Rose Van Maele (1882-1971). Met afstammelingen tot heden.

## Théodore-Dominique Van de Walle
- Théodore van de Walle (Brugge, 26 juli 1780 - 11 januari 1848) trouwde toen hij zesenveertig was met Isabelle van Zuylen van Nyevelt (1796-1889). Hij was actief in het stadsbestuur van Brugge (1817-1820) en vooral in de provincieraad (1837-1848), waar hij zich ontpopte als spreekbuis voor de landbouwbelangen. Hij werd vooral bekend als eigenaar van de eigendom langs de Rolweg, waarvan de tuin bewerkt werd door Pieter-Jan Gezelle en waar Guido Gezelle in 1830 geboren werd. Hij bekommerde zich ook om de bebossing van onvruchtbare tuinen tussen Bredene en Wenduine, waarvan de Duinbosjes in De Haan het overgebleven resultaat zijn. Hij was lid van de Edele Confrérie van het Heilig Bloed (Proost in 1840). Het gezin woonde op de Kraanplaats, recht tegenover de woning waar Joannes Brans school hield. Alphonse en Victor liepen er school, samen met Guido Gezelle.
  - Alphonse Van de Walle (1829-1891), letterkundige, genealoog, dichter, publiceerde allerhande werken gewijd aan genealogie en heraldiek, alsook aan de politieke problemen van de Pauselijke Staten. Hij kreeg in 1868 de titel Romeinse graaf, maar werd niet in de Belgische adel opgenomen. Hij bleef vrijgezel. Hij was lid van de Edele Confrérie van het Heilig Bloed (Proost in 1862 en 1886).
  - Victor Van de Walle (1830-1896) was de laatste mannelijke afstammeling van deze familietak. Hij trouwde in 1884 met Alice Van Maldeghem (1844-1929) en ze hadden een enige dochter. Hij was lid van de Edele Confrérie van het Heilig Bloed. Hij kreeg eveneens de titel van Romeinse graaf, maar werd evenmin in de Belgische adel opgenomen.